# Косвен падеж
Косвен падеж е общо название на всички падежи без именителния и звателния.
Този термин се употребява, когато не е необходимо разграничението на падежите, различни от именителния и звателния. Например в един български правописен речник от 1960 г. пише следното: „Членната форма на имената от мъжки род ед.ч. се употребява по следното правило: за именителен падеж -ът, -ят, за косвен падеж -а, -я“.